# الكتابة عمل انقلابي
الكتابة عمل انقلابي، أحد الكتب النثرية من مؤلفات الشاعر العربي السوري نزار قباني، صدرت في عام 1975، عن منشورات نزار قباني في بيروت، لبنان.